# Iaroșenka, Jmerînka
Iaroșenka (în ucraineană Ярошенка) este un sat în comuna Jukivți din raionul Jmerînka, regiunea Vinnița, Ucraina.

## Demografie
Componența lingvistică a localității Iaroșenka
     Ucraineană (97,98%)
     Romani (1,01%)
     Rusă (1,01%)
Conform recensământului din 2001, majoritatea populației localității Iaroșenka era vorbitoare de ucraineană (97,98%), existând în minoritate și vorbitori de romani (1,01%) și rusă (1,01%).

## Legături externe
- pl Jaroszynka, mylnie Jaroszenka în Dicționarul geografic al Regatului Poloniei și al altor țări slave, volum III (Haag — Kępy) anul 1882

- pl Jaroszynka în Dicționarul geografic al Regatului Poloniei și al altor țări slave, volum XV, p. 2 (Januszpol — Wola Justowska)1902